# Alträfly
Alträfly (Lithophane consocia) är en fjärilsart som beskrevs av Moritz Balthasar Borkhausen 1792. Alträfly ingår i släktet Lithophane och familjen nattflyn. Arten är reproducerande i Sverige. Inga underarter finns listade i Catalogue of Life.

## Bildgalleri

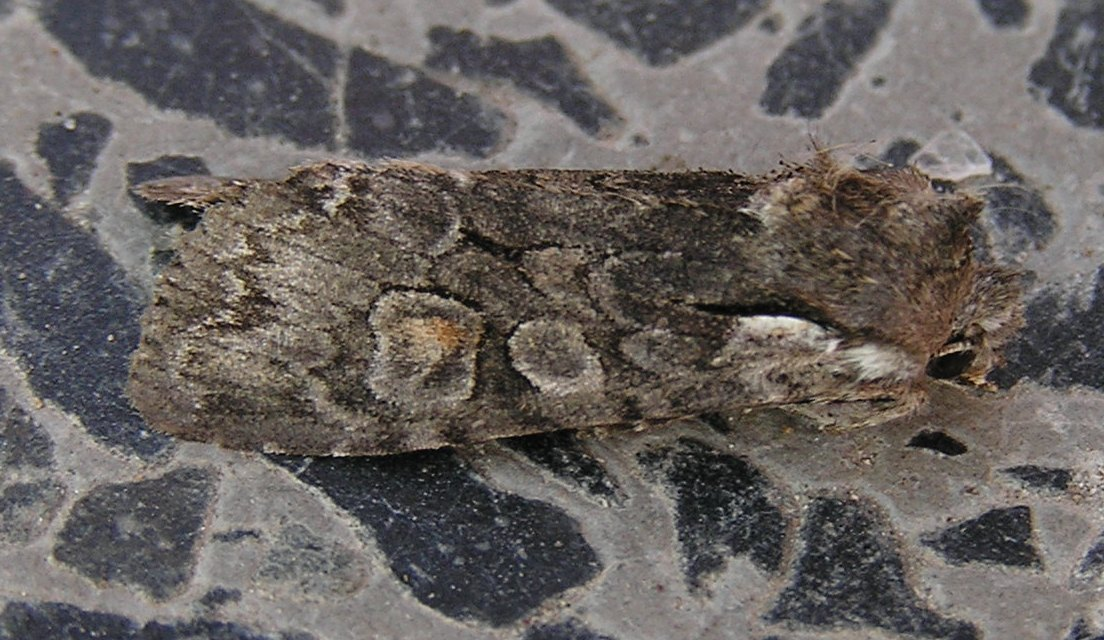
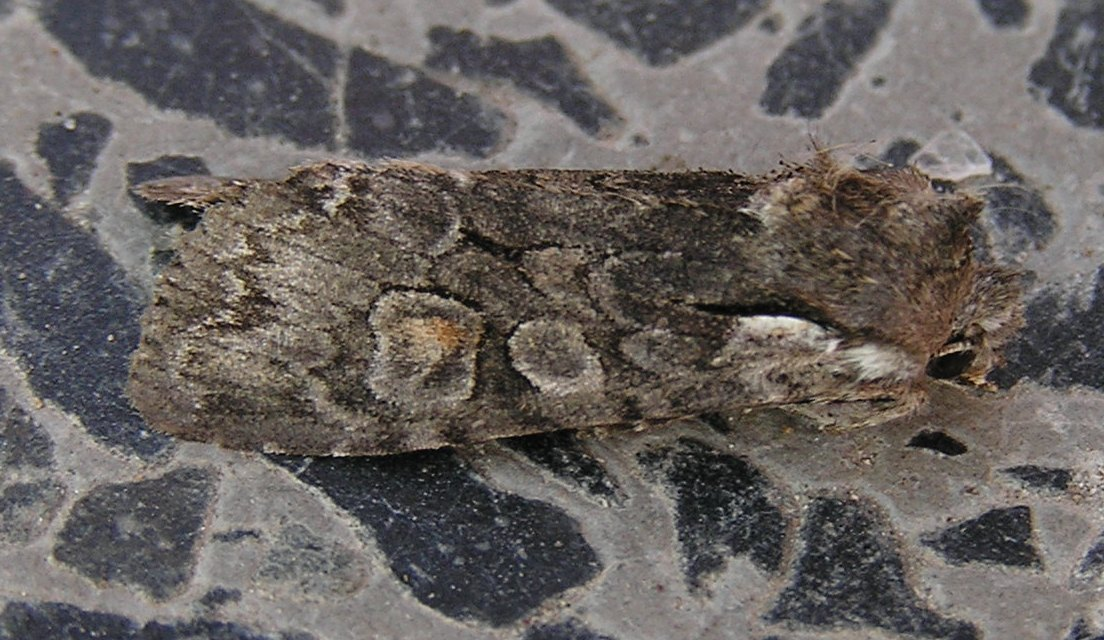